# Osíčko
Osíčko – gmina w Czechach, w powiecie Kromieryż, w kraju zlińskim. Według danych z dnia 1 stycznia 2012 liczyła 475 mieszkańców.
W miejscowości jest stacja kolejowa Osíčko.